# ابن سينا
أبُو عَلِيٍّ الحُسَيْنُ بْنُ عَبْدِ اَللَّهِ بْنِ اَلْحَسَنِ بْنِ عَلِيِّ بْنِ سِينَا اَلْبَلْخِي ثُمَّ اَلْبُخَارِي اَلمعروف بِابْنِ سِينَا، عالم وطبيب مسلم من أصول فارسية، اشتهر بالطب والفلسفة واشتغل بهما. ولد في قرية أفشنة بالقرب من بخارى (في أوزبكستان حالياً) من أب من مدينة بلخ (في أفغانستان حالياً)  وأم قروية. ولد سنة 370 هـ (980م) وتوفي في همدان (في إيران حاليا) سنة 427 هـ (1037م). عُرف باسم الشيخ الرئيس وسماه الغربيون بأمير الأطباء وأبي الطب الحديث في العصور الوسطى. وقد ألّف 200 كتابا[بحاجة لمصدر] في مواضيع مختلفة، العديد منها يركّز على الفلسفة والطب. ويعد ابن سينا من أول من كتب عن الطبّ في العالم ولقد اتبع نهج أو أسلوب أبقراط وجالينوس. وأشهر أعماله كتاب القانون في الطب الذي ظل لسبعة قرون متوالية المرجع الرئيسي في علم الطب، وبقي كتابه (القانون في الطب) العمدة في تعليم هذا الفنِّ حتى أواسط القرن السابع عشر في جامعات أوروبا  ويُعد ابن سينا أوَّل من وصف التهاب السَّحايا الأوَّليِّ وصفًا صحيحًا، ووصف أسباب اليرقان ، ووصف أعراض حصى المثانة، وانتبه إلى أثر المعالجة النفسانية في الشفاء. وكتاب الشفاء.

## اسمه
لم يكن ابن سينا هو الابن بل حفيد الحفيد لرجل يدعى سينا. كان اسمه الرسمي باللغة العربية أبو علي الحسين بن عبد الله بن الحسن بن علي بن سينا.

## ظروفه
كان إنتاج ابن سينا من الأعمال والمؤلفات بالغ الغزارة خلال حقبة ما يعرف باسم العصر الذهبي للإسلام، حيث انتشرت دراسة ترجمات النصوص اليونانية الرومانية والفارسية والهندية على نطاق واسع. وأضيفت الشروحات والتعليقات على المؤلفات والنصوص اليونانية-الرومانية (ومنها الأفلاطونية الوسطى والمحدثة والأرسطية) التي ترجمتها مدرسة الكندي، وتمت صياغتها وتطويرها كثيرًا من قبل المثقفين الإسلاميين، الذين استندوا أيضًا إلى النظم الرياضية الفارسية والهندية، وعلم الفلك، والجبر، وعلم حساب المثلثات والطب. السُلالة السامانيَّة في الجزء الشرقي من بلاد فارس، خراسان الكبرى وآسيا الوسطى وكذلك السُلالة البويهيَّة في الجزء الغربي من بلاد فارس والعراق وفرت بيئة مزدهرة للتنمية العلمية والثقافية. في عهد السامانيين، تنافس بخارى على بغداد كعاصمة ثقافية للعالم الإسلامي.
ازدهرت دراسة القرآن والحديث في هذا الجو العلمي. تم تطوير الفلسفة والفقه واللاهوت (علم الكلام) بشكل أكبر، بصورة ملحوظة من قِبل ابن سينا وخصومه. قدم الرازي والفارابي منهجية ومعرفة في الطب والفلسفة. تمكن ابن سينا من الوصول إلى المكتبات الكبيرة مثل بلخ، خوارزم، جرجان، الري، أصفهان وهمدان. تُظهر النصوص المختلفة (مثل العهد مع بهمنيار) أنه ناقش النقاط الفلسفية مع أعظم علماء العصر. يشرح النظامي العروضي السمرقندي كيف قبل أن يغادر ابن سينا خوارزم كان قد قابل البيروني (عالم مشهور وعالم فلك) وأبو نصر منصور بن عراق (عالم رياضيات مشهور) وأبو سهل المسيحي (فيلسوف محترم) وأبو الخير خمار.

## مطلع حياته
عندما كان مراهقًا، شعر بانزعاج كبير من الميتافيزيقيا لأرسطو، وهو ما لم يستطع فهمه حتى قرأ تعليق الفارابي حول العمل. لمده عام ونصف، درس الفلسفة، والتي واجهت عقبات أكبر. في مثل هذه اللحظات من البحث المُحيِّر في أعماق الليل، كان يواصل دراسته، وحتى في أحلامه، تتابعه المشكلات وتوصل إلى حل لها. ويقال إنه قرأ أربعين مرة الميتافيزيقيا لأرسطو، حتى طبعت الكلمات في ذاكرته. لكن معانيها كانت غامضة بشكل يائس، حتى وجد ذات يوم طرف الخيط من التعليق الصغير للفارابي، الذي اشتراه في مكتبة مقابل مبلغ صغير قدره ثلاثة دراهم. كان فرحًا كبيرًا بالاكتشاف، الذي تم بمساعدة عمل كان يتوقع منه المزيد من الغموض فقط، وبعدها منح الصدقات للفقراء.
التفت إلى الطب في سن 16، ولم يتعلم النظرية الطبية فحسب، بل التطبيق العملي أيضًا بحضور المرضى وذلك دون مقابل، وفقًا لروايته الخاصة، اكتشف طرقًا جديدة للعلاج. حقق المراهق مكانته الكاملة كطبيب مؤهل في سن 18 عامًا،  ووجد أن «الطب ليس علماً شاقاً وشائكاً، مثل الرياضيات والميتافيزيقيا، لذلك أحرز تقدماً سريعاً؛ حتى أصبح طبيباً ممتازاً وبدأ في علاج المرضى، باستخدام العلاجات المعتمدة». انتشرت شهرة الطبيب الشاب بسرعة، وعالج العديد من المرضى دون أن يطلب منهم المال.
وقد تم اقتراح عدد من النظريات فيما يتعلق بمذهبه (مدرسة الفكر في الفقه الإسلامي). اعتبر المؤرخ في العصور الوسطى ظهير الدين البيهقي (المتوفى 1169) أن ابن سينا من أتباع إخوان الصفا. من ناحية أخرى، أظهر ديميتري جوتاس مع عائشة خان وجول جانسن سنس أن ابن سينا كان حنفي سني. ومع ذلك، أكد فقيه نور الله شوشتاري في القرن الرابع عشر وفقًا لسيد حسين نصر، أنه كان على الأرجح شيعيًا اثني عشري. على عكس ذلك، يعتقد شرف خراساني، مستشهداً برفض الحاكم السني السُلطان محمود الغزنوي من قِبل ابن سينا إلى بلاطه، أن ابن سينا كان إسماعيليًا. توجد خلافات مماثلة على خلفية عائلة ابن سينا، في حين أن بعض الكتاب اعتبروهم سنيين، لكن بعض الكتاب الأحدث اعترضوا على أنهم شيعة.

### مرحلة البلوغ

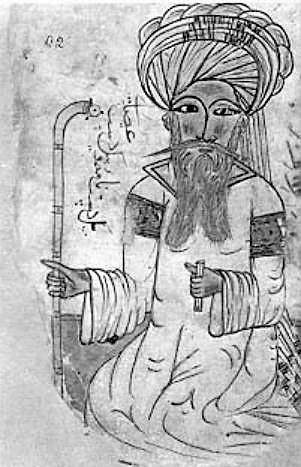
رسم لابن سينا يصور في دقائق الحقایق، للناصر الدین الرمل في القرن الرابع عشر الميلادي.

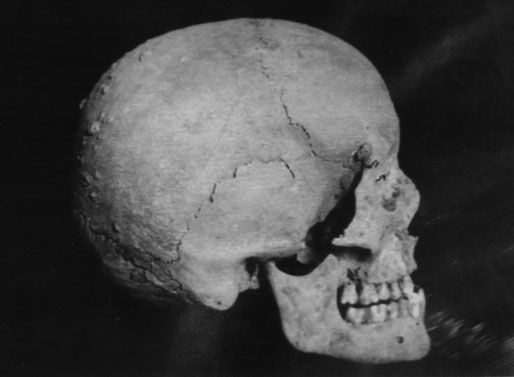
جمجمة ابن سينا ، وجدت في عام 1950 أثناء بناء الضريح الجديد

كان عمل ابن سينا الأول هو تعيينه كطبيب الأمير، نوح الثاني، الذي يدين له بالشفاء من مرض خطير في عام 997 ميلادية. وكانت المكافأة الرئيسية لابن سينا لهذه الخدمة هي الوصول إلى المكتبة السامانية الملكية، وكان السامانيون رعاة مشهورين للعلم والعلماء. وعندما تم تدمير المكتبة بالنار بعد فترة ليست طويلة، اتهمه أعداء ابن سينا بحرقها، من أجل إخفاء مصادر معرفته إلى الأبد. وفي الوقت نفسه، ساعد والده في أعماله المالية، لكنه كان يجد دائماً وقتًا لكتابة بعض أعماله الأولى.
في الثانية والعشرين من عمره، فقد ابن سينا والده، وزالت الأسرة السامانية في ديسمبر من عام 1004 ميلادية. ويبدو أن ابن سينا رفض عروض محمود الغزنوي، وتوجه غربًا إلى أورجينش في تركمانستان الحديثة، حيث أعطاه الوزير، الذي يعتبر صديقًا للعلماء، راتباً شهرياً صغيراً. كان الراتب ضئيلًا، لذلك تجول ابن سينا من مكان إلى آخر عبر مقاطعتي نيسابور ومرو إلى حدود خراسان، بحثًا عن فرصة لمواهبه. وكان قابوس، حاكم طبرستان الكريم، وهو نفسه شاعر وباحث، كان يتوقع ابن سينا أن يلجأ إليه، كان في ذلك التاريخ سنة 1012 ميلادية جائعًا حتى الموت على يد قواته التي ثارت. كان ابن سينا نفسه قد أصيب في هذا الوقت بمرض شديد. أخيرًا، في غورغان، بالقرب من بحر قزوين، التقى أبن سينا مع صديق له، واشترى منزلاً بالقرب من منزله الذي حاضر فيه ابن سينا حول المنطق وعلم الفلك. تم كتابة العديد من أطروحاته لهذا الراعي؛ وبدء كتاب القانون في الطب يعود أيضًا إلى فترة إقامته في هركانيا.
استقر ابن سينا في وقت لاحق في الري، بالقرب من مدينة طهران الحديثة، مسقط رأس رزيس؛ حيث كان مجد الدولة، ابن آخر أمير بويهي، حاكما اسميًا تحت الوصاية من والدته (السيدة خاتون). يُقال إن حوالي ثلاثين من أعمال ابن سينا الأقصر كانت في الري. ومع ذلك فقد أجبرت الخلافات المستمرة بين الوصي وابنها الثاني، شمس الدولة، الباحث على ترك المكان. بعد قضاء فترة وجيزة في قزوين، مر جنوبًا إلى همدان حيث أسس شمس الدولة، وهو أمير بويهي آخر، إمارة لنفسه. وفي البداية، دخل ابن سينا في خدمة سيدة رفيعة المستوى؛ لكن الأمير، الذي سمع عن وصوله، استدعاه كمرافق طبي، وأرسله مع الهدايا إلى مسكنه. لقد رُقي ابن سينا إلى رتبة وزير. بعد ذلك أصدر الأمير قرارًا بنفيه من البلاد. ومع ذلك، ظل ابن سينا مختبئًا لمدة أربعين يومًا في منزل الشيخ أحمد فاضل، إلى أن أدى هجوم جديد من المرض إلى تحفيز الأمير على إعادته إلى منصبه. حتى خلال هذا الوقت المضطرب، ثابر ابن سينا على دراسته وتدريسه. في كل مساء، تم إملاء مقتطفات من أعماله العظيمة، الشريعة وساناتيو، وشرحت لتلاميذه. عند وفاة الأمير، توقف ابن سينا عن كونه أكثر من ذلك وأخفى نفسه في منزل أحد الأعيان، حيث واصل، بتكثيف شديد، تأليف أعماله.
وفي الوقت نفسه، كتب إلى أبو يعفار، محافظ مدينة أصفهان المفعمة بالحيوية، يقدم خدماته. أمير همدان الجديد، وهو يسمع بهذه المراسلات ويكتشف فيها مخبأ ابن سينا، سجنه في قلعة. استمرت الحرب بين حكام أصفهان وهمدان. في عام 1024، استولى السابق على همدان وبلداتها، وطرد المرتزقة الطاجيك. عندما مرت العاصفة، عاد ابن سينا مع الأمير إلى همدان، واستمر في عمله الأدبي. في وقت لاحق، ومع ذلك، برفقة شقيقه، وهو تلميذ مفضل، واثنين من العبيد، هرب ابن سينا من المدينة مرتدياً ثوبًا صوفيًا. بعد رحلة محفوفة بالمخاطر، وصلوا إلى أصفهان، وتلقوا ترحيباً حاراً من الأمير.

### حياته اللاحقة
السنوات العشر أو الإثني عشر المتبقية من حياة ابن سينا أمضاها في خدمة الأمير أبو جعفر مُحمَّد دُشمَنزيار المعروف بِـ«علاء الدولة» وهو من أمراء بيت كاكويه، رافقه ابن سينا كطبيب ومستشار أدبي وعلمي عام، حتى في حملاته العديدة.
خلال هذه السنوات بدأ يدرس المسائل الأدبية وعلم اللغة، وأكبَّ عليها. وبعد ذلك أصيب بمغص شديد، أصابه أثناء مسيرة الجيش إلى همذان، أخضع نفسه لعلاجات عنيفة لدرجة أن ابن سينا كان بالكاد يقف، وبصعوبة وصل إلى همذان، حيث وجد أن المرض يتقدم، فأوقف الاستمرار بالحمية، واستسلم لمصيره.

## الفلسفة
كتب ابن سينا على نطاق واسع عن الفلسفة الإسلامية المبكرة، لا سيما في موضوعات المنطق، والأخلاق، والميتافيزيقيا، بما في ذلك الأطروحات المسماة المنطق والميتافيزيقيا. معظم أعماله كانت مكتوبة باللغة العربية - التي كانت لغة العلم في الشرق الأوسط - وبعضها باللغة الفارسية. من الأهمية اللغوية حتى يومنا هذا بعض الكتب التي كتبها بلغة فارسيّة تقريبًا (لا سيما دانيشنامه - علاء، فلسفة علاء الدولة). غالباً ما تنتقد تعليقات ابن سينا على أرسطو الفيلسوف، لتشجيع نقاش حي بروح الاجتهاد.[بحاجة لمصدر]
أصبح مخطط ابن سينا للأفلاطونية لـ «الانبثاق» أساسيًا في الكلام (مدرسة الخطاب اللاهوتي) في القرن الثاني عشر.
أصبح كتابه للشفاء متاحًا في أوروبا بترجمة لاتينية جزئية بعد حوالي خمسين عامًا من كتابته، تحت عنوان Sufficia، وقد حدد بعض المؤلفين «علم الطيور اللاتينية» بأنه مزدهر لبعض الوقت، موازٍ لطبقة الشهية اللاتينية الأكثر تأثيراً المراسيم الباريسية لعام 1210 و1215.
أثر علم النفس لدى ابن سينا ونظرية المعرفة على ويليام أوفيرن، أسقف باريس وألبرتوس ماغنوس، بينما أثرت الميتافيزيقيا في فكر توماس أكويناس.

### معارضوه
كان ابن سينا عالماً عارفاً وخاض بالمسائل الجوهرية للمجتمع الإسلامي، هذا التيار الذي بدأ يترسخ بعد أربعة قرون من بداية الإسلام، فعلى سبيل المثال نوقشت أفكار ابن سينا من قِبل الغزالي في كتابه المنقذ من الضلال، وكرر نفس الدلائل ابن كثير في كتابه البداية والنهاية. وكذلك ابن العماد الحنبلي في شذرات الذهب  الذي قال : إنّ كتابه الشفاء اشتمل على فلسفة لا ينشرح لها قلب متدين. أما ابن تيمية فقد أكد أنه كان من الإسماعيلية، وهي عنده تهمة. وقال فيه ابن القيم في نونيته:

## تعريفه للنفس
أهمية ابن سينا الفلسفية تكمن في نظريته في النفس وأفكاره في فلسفة النفس، مقدمات ابن سينا في النفس هي مقدمات أرسطية.
تعريف ابن سينا للنفس: النفس كمال أول لجسم طبيعي آلي ذي حياة بالقوة أي من جهة ما يتولد (وهذا مبدأ القوة المولدة) ويربو (وهذا مبدأ القوة المنمية) ويتغذى (وهذا مبدأ القوة الغاذية) وذلك كله ما يسميه بالنفس النباتية. وهي كمال أول من جهة ما يدرك الجزئيات ويتحرك بالإرادة وهذا ما يسميه بالنفس الحيوانية. وهي كمال أول من جهة ما يدرك الكليات ويعقل بالاختيار الفكري وهذا ما يسميه النفس الإنسانية.

### شرح التعريف
ونعني في التعريف السابق أن النفس عند ابن سينا 3 نباتية/حيوانية/إنسانية.
- كمال أول: تعني مبدأ أول
- ذي حياة بالقوة: يعني لدينا جسم مستعد وطبيعي لتقبل الحياة
- مبادئ النفس النباتية: تنمو وتتوالد وتتغذى ولا يفعل النبات أكثر من ذلك.
- مبادئ النفس الحيوانية: تدرك الجزئيات (مثلا يدرك أفعى أمامه/ إنسان أمامه) يتحرك بالإرادة أي فيه إرادة توجهه (مثلا الأسد بإرادته ممكن أن يقفز على إنسان ويبتلعه).
- مبادئ النفس الإنسانية: تدرك الكليات، اختيار فكري أي الحرية الفكرية التي نتوجه لها للاختيار من بين بدائل مختلفة.

تصور ابن سينا لأصل النفس:
1. من أين جاءت ؟
2. علاقة النفس بالبدن.
3. مصير النفس.

المسألة غامضة عند ابن سينا ولكن ربما قصيدته العينية هي التي تعبر أكثر من غيرها عن رأي ابن سينا في المسائل الثلاث. قصيدته مكونة من 4 أقسام لدى قراءتها تتضح الإجابة على الثلاث أسئلة السابقة.
البراهين على وجود النفس عند ابن سينا:
برهن ابن سينا على وجود النفس عن طريق:
1- البرهان الطبيعي :
ويعتمد هذا البرهان على مبدأ الحركة والتي هي نوعان:
- حركة قسرية: ناتجة عن دفعة خارجية تصيب جسما فتحركه
- حركة لاقسرية: وهذا ما عناها ابن سينا وهي أنواع:
  - منها ما يحدث على مقتضى الطبيعة كسقوط حجر من الأعلى إلى الأسفل
  - منها ما يحدث ضد مقتضى الطبيعة وهنا يكمن «البرهان»

كالإنسان الذي يمشي على وجه الأرض مع أن ثقل جسمه يدعو إلى السكون، هذه الحركة المضادة للطبيعة ولقوانينها تستلزم محركا خاصا زائدا على عناصر الجسم المتحرك ألا وهي (النفس)
2- البرهان النفسي:
ويقوم هذا البرهان على الأفعال الوجدانية والإدراك، فالإنسان يمتاز عن الحيوان بأنه يتعجب ويضحك ويبكي، كما أنه من أهم خواصه: الكلام واستعمال الرموز والإشارات وإدراك المعاني المجردة واستخراج المجهول من المعلوم.
هذه الأفعال والأحوال هي مما يختص به الإنسان، وهي ليست راجعة للبدن، بل هي قوة مستقلة كما قال ابن سينا شيء آخر لك ان تسميه النفس. وهذا الجوهر الذي يتصرف في أجزاء بدنك هو فيك واحد وهو أنت بالتدقيق..

## قصيدته العينية في النفس
والتي يقول أول أبياتها:
المسألة غامضة عند ابن سينا ولكن ربما قصيدته العينية هي التي تعبر أكثر من غيرها عن رأي ابن سينا في المسائل الثلاث. قصيدته مكونة من 4 أقسام.
يشير ابن سينا في قسمها الأول من أين جاءت النفس ويقول: إنها جاءت من محل أرفع أي من فوق وأتت رغما عنها وكارهة لذلك، ثم تتصل بالبدن وهي كارهه لكنها بعد ذلك تألف وجودها بالبدن، وتألف البدن لأنها نسيت عهودها السابقة كما يقول في قصيدته، إذن فهو يقول هبطت النفس من مكان رفيع، كرهت وأنفت البدن، ثم ألفته واستأنسته، ثم رجعت من حيث أتت وانتهت رحلتها والآن في القسم الأخير من القصيدة يبدأ ابن سينا يتساءل لماذا؟ فيجيب أنها هبطت لحكمة إلهية، هبطت لا تعلم شيئاً لتعود عالمة بكل حقيقة ولكنها لم تعش في هذا الزمن إلا فترة.

## مؤلفاته ومآثرة

### في الفلسفة

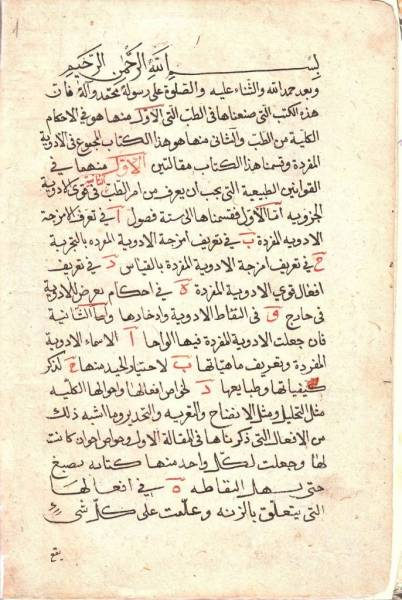
أقدم نسخة لـ ابن سينا الصفحة الثانية من "قانون في الطب" من عام 1030 ميلادية.

الإشارات والتنبيهات : في كتابه كتاب الإشارات الذي ذهب فيه مذهب أرسطو وقربه قليلاً إلى الأديان، فهو مؤسس الاتجاه الفلسفي الذي تحدى العقيدة وفكرة النبوة والرسالة في الإسلام وكان يقول بقدم العالم وإنكار المعاد ونفي علم الله وقدرته وخلقه العالم وبعثه من في القبور.
وذهب ابن سينا مذهب الفلاسفة من أمثال الفارابي أبي نصر التركي الفيلسوف، وكان الفارابي يقول بالمعاد الروحاني لا الجثماني، ويخصص بالمعاد الأرواح العالمة لا الجاهلة، وله مذاهب في ذلك يخالف المسلمين والفلاسفة من سلفه الأقدمين، وأعاد تلك الفكرة ابن سينا ونصره.
لا شك أن صحبته لفلاسفة الباطنية (أبو عبد الله النائلي الذي علمه بصغره) قد أثرت في تفكير ابن سينا، وهيأته للدور الذي لعبه في تنشيط تيار الفلسفة واتخاذها موقف التحدي للعقيدة الإسلامية، ومثال على ذلك «نظرية المعرفة» والتي ساوى فيها الفلاسفة مع الأنبياء، وقد خص الفلاسفة بميزة أخرى وهي أن الفلاسفة استمروا في رسالتهم وارتقاء معارفهم في الوقت الذي ختمت النبوة بمحمد.
وكان اتباعه يدعون بـ «الألى» وقالوا مقالته ومن أشهرهم النصير الطوسي واسمه محمد بن عبد الله ويقال له الخواجا نصير الدين، الذي انتصر لمذهب ابن سينا والذب عنه وشرح إشاراته وكان يسميها «قرآن الخاصة»، ويسمي كتاب الله «قرآن العامة»، ورد على الشهرستاني في مصارعته ابن سينا بكتاب سماه مصارعة المصارع.
كتاب الشفاء
وهو في أربعة أقسام، المنطق، الرياضي، الطبيعي، الإلهي
يعتبر موسوعة كبرى في العلوم الطبيعية وما بعد الطبيعة اشتهرت في القرن العاشر الميلادي. أراد ابن سينا أن يغطي به كل ما شملته علوم ما بعد الطبيعة في ذلك الوقت. ويبين ابن سينا الغرض من هذا الكتاب فيقول: «فإن غرضنا في هذا الكتاب الذي نرجو أن يمهلنا الزمان إلى ختمه، ويصحبنا التوفيق من الله في نظمه، أن نودعه لباب ما تحققناه من الأصول في العلوم الفلسفية المنسوبة إلى الأقدمين... وتحريت أن أودعه أكثر الصناعة، وأن أشير في كل موضع إلى موقع الشبهة وأحلها لإيضاح الحقيقة بقدر الطاقة. واجتهدت في اختصار الألفاظ جدا ومجانبة التكرار أصلا إلا ما يقع خطأ أو سهوا. ولا يوجد في كتب القدماء شيء يعتد به إلا وقد ضمناه كتابنا هذا، وقد أضفت إلى ذلك ما أدركته بفكري وحصلته بنظري وخصوصا في علم الطبيعة وما بعدها»
- النجاة في المنطق والإلهيات

يتطرق ابن سينا في كتابه هذا إلى علم المنطق والطبيعيات، ثم الهندسة والحساب، فبعضا من علم الفلك، ليختمه بالعلم الإلهي وسبل النجاة في الحياتين الدنيا والآخرة. قد أورد في مقدمته «أن طائفة من الإخوان الذين لهم حرص على اقتباس المعارف الحكمية سألوه أن يجمع لهم كتاباً يشتمل على ما لا بد من معرفته لمن يؤثر أن يتميز عن العامة وينحاز إلى الخاصة ويكون له بالأصول الحكمية إحاطة وسألوه أن يبدأ فيه بإفادة الأصول من علم المنطق ثم يتلوها بمثلها من علم الطبيعيات ثم يورد من علمي الهندسة والحساب ما لا بد منه لمعرفة القدر الذي يقرن بالبراهين على الرياضيات ويورد بعده من علم الهيئة ما يعرف به حال الحركات والأجرام والأبعاد والمدارات والأطوال والعروض دون الأصول التي يحتاج إليها في التقاويم وما تشتمل عليه الزيجات مثل أحوال المطالع والزوايا وتقويم المسير بحسب التاريخ إلى غير ذلك وأن يختم الرياضيات بعلم الموسيقى ثم يورد العلم الآلهي على أن يبين وجهه ويوجزه ويذكر فيه حال المعاد وحال الأخلاق والأفعال النافعة فيه لدرك النجاة من الغرق في بحر الضلالات فأسعفهم بذلك وصنف الكتاب على نحو ملتمسهم، فبدأ بإيراد الكفاية من صناعة المنطق لأنه الآلة العاصمة للذهن عن الخطأ فيما نتصوره ونصدق به والموصلة إلى الاعتقاد الحق بإعطاء أسبابه ونهج سبله».

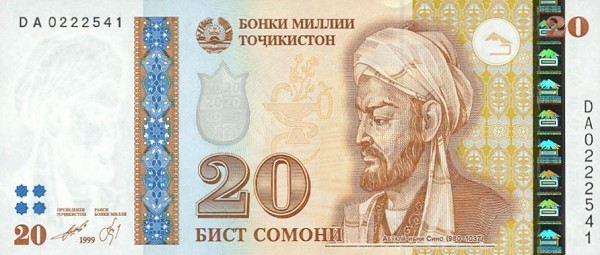
صورة ابن سينا على عملة الساماني الطاجيكي.

### في العلوم الآلية
تشتمل على كتب المنطق، وما يلحق بها من كتب اللغة والشعر والعلوم والطب، ومن آثاره اللغوية.

### في العلوم النظرية
تشتمل على كتب العلم الكلّي، والعلم الإلهي، والعلم الرياضي، والطب النفسي.

### في العلوم العملية
وتشتمل على كتب الأخلاق، وتدبير المنزل، وتدبير المدينة، والتشريع، ومنها كتاب السياسة لابن سينا.

### في العلوم الأصلية

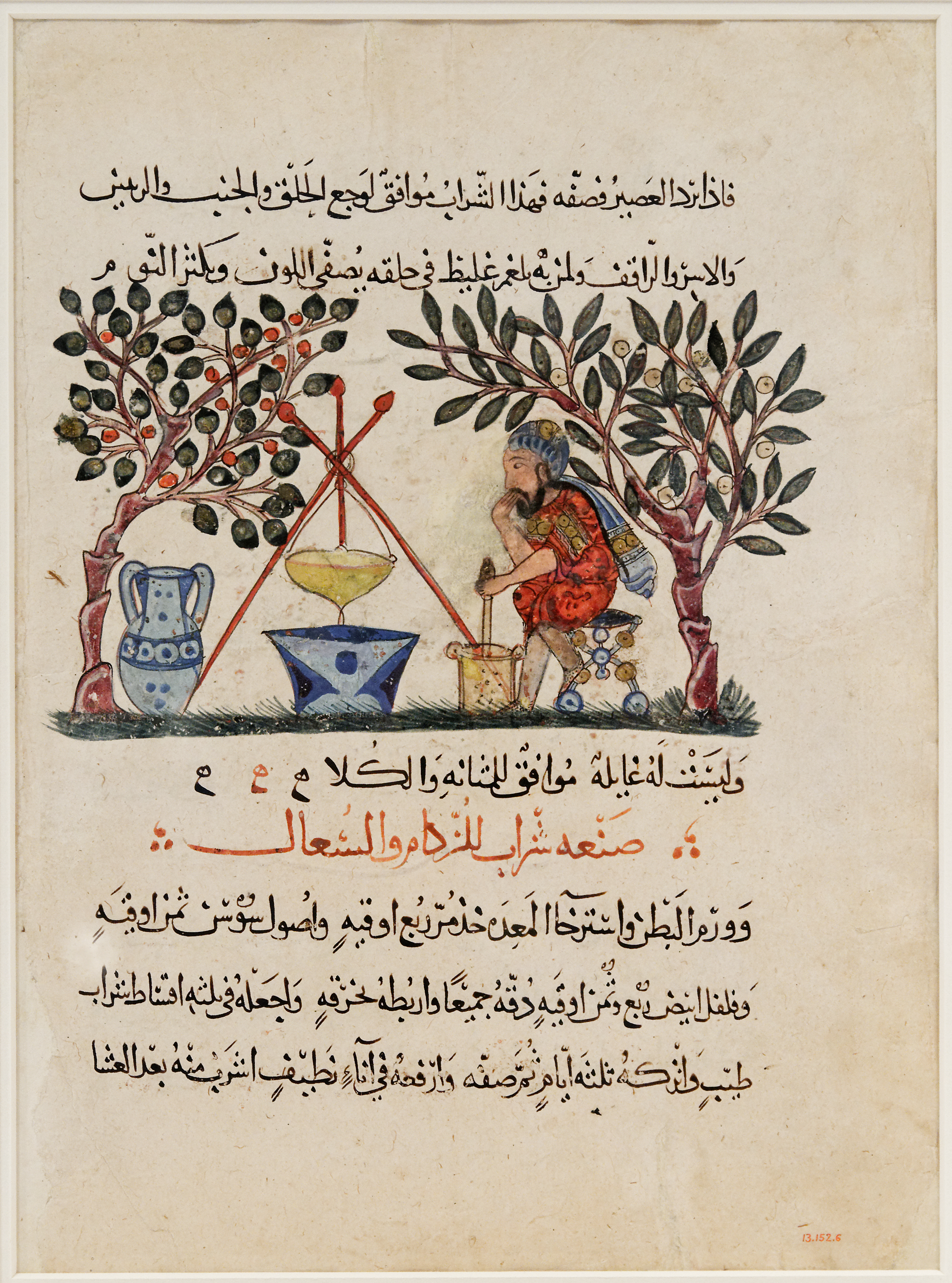
طبيب يُعِد جرعة، رسم توضيحي من مخطوطة (مؤرخة عام 1224، ربما من بغداد) متحف المتروبوليتان للفنون

فالطب عنده من توابع العلم الطبيعي، والموسيقى وعلم الهيئة من فروع العلم الرياضي.
أشهر كتب ابن سينا الطبية كتاب القانون في الطب الذي ترجم وطبع عدّة مرات: والذي ظل يُدرس في جامعات أوروبا حتى أواخر القرن التاسع عشر. ومن كتبه الطبية أيضاً كتاب الأدوية القلبية، وكتاب دفع المضار الكلية عن الأبدان الإنسانية، وكتاب القولنج، ورسالة في سياسة البدن وفضائل الشراب، ورسالة في تشريح القانون (كتاب)، ورسالة في الفصد، ورسالة في الأغذية والأدوية. ولإبن سينا أراجيز طبية كثيرة منها: أرجوزة في التشريح، وأرجوزة المجربات في الطب والألفية الطبية المشهورة التي ترجمت وطبعت.
ولإبن سينا كتاب نفيس في الطب هو «القانون»، جمع فيه ما عرفه الطب القديم وما ابتكره هو من نظريات واكتشفه من أمراض، وقد جمع فيه أكثر من سبعمائة وستين عقارا مع أسماء النباتات التي يستحضر منها العقار. بحث ابن سينا في أمراض شتى أهمها السكتة الدماغية، التهاب السحايا والشلل العضوي، والشلل الناجم عن إصابة مركز في الدماغ، وعدوى السل الرئوي، وانتقال الأمراض التناسلية، والشذوذ في تصرفات الإنسان والجهاز الهضمي. وميز مغص الكلى من مغص المثانة وكيفية استخراج الحصاة منهما كما ميز التهاب البلورة (غشاء الرئة) والتهاب السحايا الحاد من التهاب السحايا الثانوي.

### في الرياضيات
- مختصر اقليدس
- مختصر المجسطي
- مختصر علم الهيئة
- مختصر الارتماطيقي
- الزاوية
- بيان علّة قيام الأرض في وسط السماء، طبعت في مجموع (جامع البدائع)، في القاهرة سنة 1917

### في الطبيعيات وتوابعها
- رسالة في إبطال أحكام النجوم
- رسالة في الأجرام العلوية وأسباب البرق والرعد
- رسالة في الفضاء
- رسالة في النبات والحيوان
- قانون الحركة الأول «الجسم الساكن يبقى ساكنا والجسم المتحرك يبقى متحركا مالم تؤثر عليه قوة خارجية» والذي نسبه لنفسه إسحاق نيوتن.[40]

### في الطب

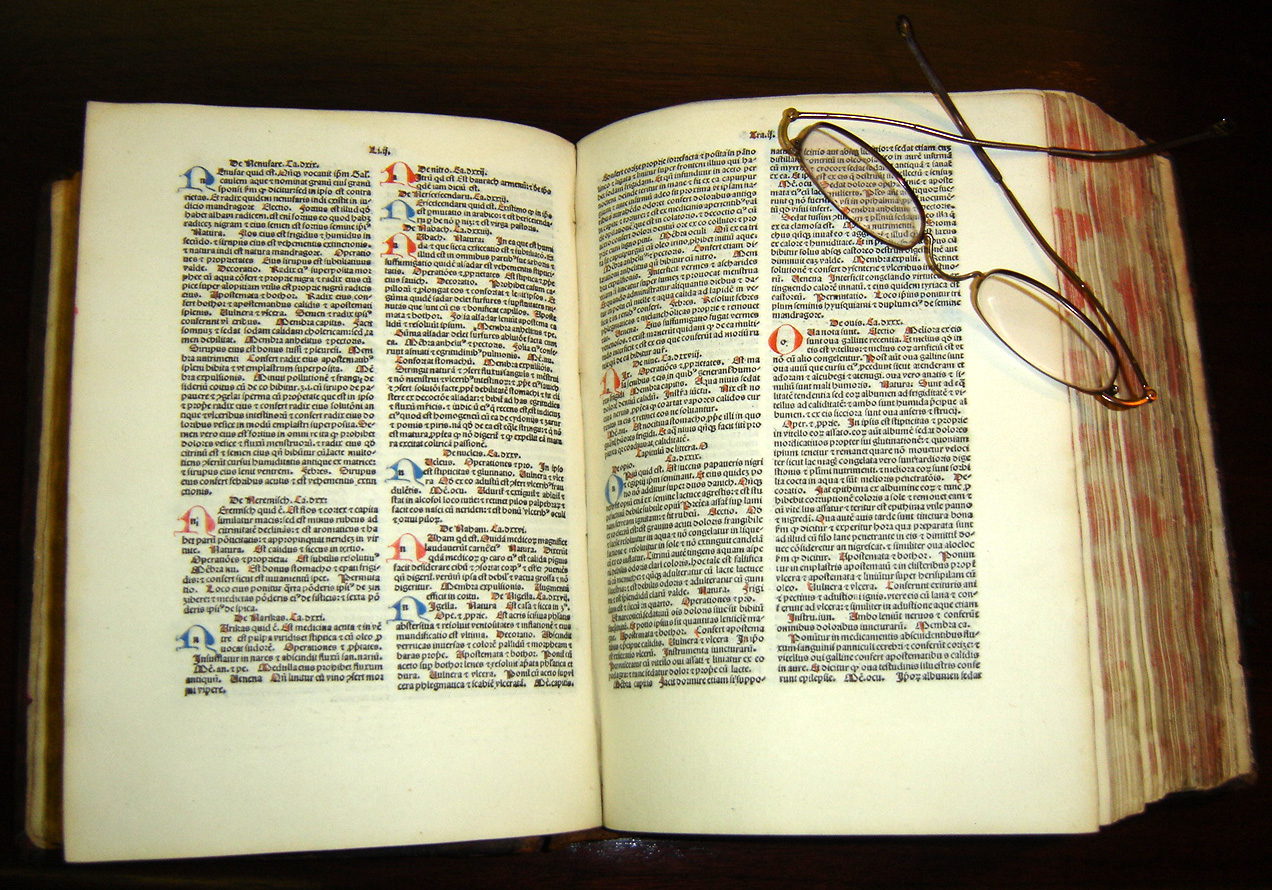
القانون في الطب

الصفحة الأولى من أولى مقالات كتاب القانون في الطب لـ ابن سينا، من مخطوط يعود ربما للقرن الخامس عشر.

في لفتة إنسانية فإن ابن سينا لما نبغ في الطب قام بعلاج المرضى تأديا وبالمجَان، لا تكسُبا أو لجمع المال ؛ وذلك حبًا للخير والاستفادة بالعلم، وقد حصل على فرصة عظيمة عندما نجح في علاج الأمير نوح بن منصور وهو في السابعة عشرة من عمره، ذلك الأمر الذي عجز عنه مشاهير الأطباء، فنال بذلك شهرة عظيمة، كما جعل أمراء هذا البيت يُنعِمون عليه، ويفتحون له دور كتبهم؛ ليعبَّ منها علمًا غزيرًا لم يتوفر ولم يتحصَّل لغيره، وعمره لم يأتِ بعدُ الثامنة عشرة.
استطاع الشيخ الرئيس ابن سينا - بفضل ما منَّ به الله عليه من العقل والعلم وسعة الاطّلاع والولع الشديد بالمعرفة - أن يُقدم للإنسانية أعظم الخدمات والاكتشافات والابتكارات التي فاقت عصرها بالقياس إلى إمكانات ذلك العصر ومدى ما وصلت العلوم فيه آنذاك، وبالأخصِّ في جانب الطب؛ فإليه يرجع الفضل في اكتشاف العديد من الأمراض التي ما زالت منتشرة حتى الآن ؛ إذ إنه أول من كشف عن طفيلة (الإنكلستوما)، وسماها في كتابه (القانون في الطب) في الفصل الخامس الخاص بالديدان المعوية : الدودة المستديرة، ووصفها بالتفصيل لأول مرة، وتحدَّث عن أعراض المرض الذي تُسببه.
وعن هذا الفتح الكبير كتب الأستاذ الدكتور محمد خليل عبد الخالق مقالاً في مجلة الرسالة، جاء فيه: «... قد كان لي الشرف في عام (1921 م) أن قمت بفحص ما جاء في كتاب القانون في الطب، وتبيَّن لي أن الدودة المستديرة التي ذكرها ابن سينا هي ما نسميه الآن بالإنكلستوما، وقد أعاد (دوبيني) اكتشافها بإيطاليا عام (1838 م)، أي بعد اكتشاف ابن سينا لها بتسعمائة سنة تقريبًا، ولقد أخذ جميع المؤلفين في علم الطفيليات بهذا الرأي في المؤلفات الحديثة، كما أخذت به مؤسسة (روكلفر) الأمريكية التي تعني بجمع كل ما كُتِب عن هذا المرض... ولذلك كتبتُ هذا ليطلع عليه الناس، ويُضيفوا إلى اكتشافات ابن سينا العديدة هذا الاكتشاف العظيم لمرض هو أكثر الأمراض انتشارًا في العالم الآن».
ثم إنه تطرَّق إلى بعض أنواع الديدان الطفيلية التي تعيش بعيدًا عن القناة الهضمية؛ مثل: ديدان العين، التي تُفَضِّل منطقة العين، وديدان الفلاريا المسبِّبَة لداء الفيل، فتراه يقول عن الأخير: «هو زيادة في القدم وسائر الرِّجْل على نحو ما يعرض في عروض الدوالي فيغلظ القدم ويكثفه».
كما أنه أول من وصف الالتهاب السحائي، وأول من فرَّق بين الشلل الناجم عن سبب داخلي في الدماغ والشلل الناتج عن سبب خارجي، ووصف السكتة الدماغية الناتجة عن كثرة الدم، مخالفًا بذلك ما استقرَّ عليه أساطين الطب اليوناني القديم، فضلاً عن أنه أوَّل من فرَّق بين المغص المعوي والمغص الكلوي.
وكان ابن سينا صاحب الفضل في علاج القناة الدمعية بإدخال مسبار معقَّم فيها! وابن سينا هو الذي أوصى بتغليف الحبوب التي يتعاطاها المريض، وكشف في دقَّة بالغة عن أعراض حصاة المثانة السريرية، بعد أن أشار إلى اختلافها عن أعراض الحصاة الكُلوية، يقول الدكتور خير الله في كتابه الطب العربي : «ويصعب علينا في هذا العصر أن نُضيف شيئًا جديدًا إلى وصف ابن سينا لأعراض حصى المثانة السريرية».
كما كان لابن سينا باع كبير في مجال الأمراض التناسلية ؛ فوصف بدقَّة بعض أمراض النساء؛ مثل: الانسداد المهبلي، والإسقاط، والأورام الليفية. وتحدَّث عن الأمراض التي يمكن أن تُصيب النفساء؛ مثل: النزيف، واحتباس الدم، وما قد يسبِّبه من أورام وحميات حادَّة، وأشار إلى أن تَعَفُّن الرحم قد ينشأ من عُسر الوِلادة أو موت الجنين، وهو ما لم يكن معروفًا من قبلُ. كما تعرَّض -أيضًا- للذكورة والأنوثة في الجنين، وعزاها إلى الرجل دون المرأة، وهو الأمر الذي أكَّده مؤخَّرًا العلم الحديث.

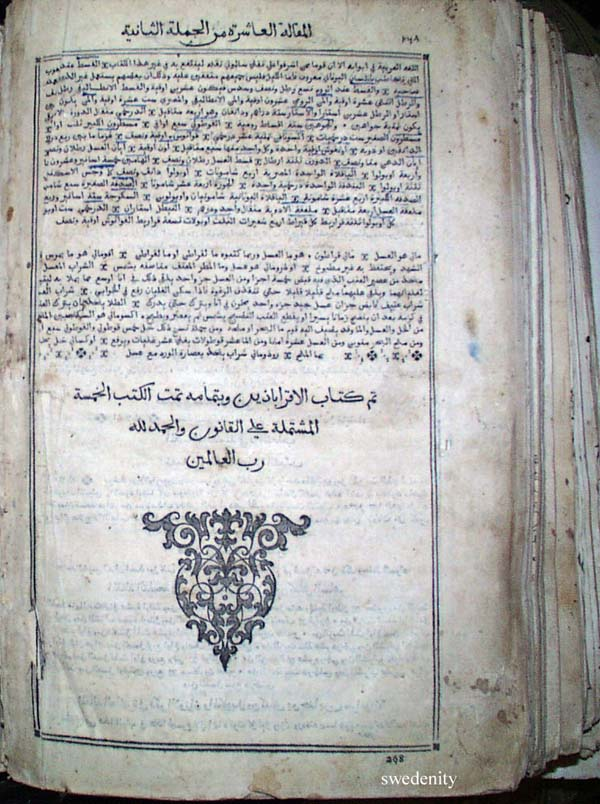
نسخة عربية من كتاب "القانون في الطب"

كما كشف ابن سينا -لأوَّل مرَّة أيضًا- طرق العدوى لبعض الأمراض المعدية كالجدري والحصبة، وذكر أنها تنتقل عن طريق بعض الكائنات الحية الدقيقة في الماء والجو، وقال: «إن الماء يحتوي على حيوانات صغيرة جدًا لا تُرى بالعين المجرَّدة، وهي التي تسبِّب بعض الأمراض». وهو ما أكَده (فان ليوتهوك) في القرن الثامن عشر والعلماء المتأخرُون من بعده، بعد اختراع المجهر.
ويُظهر ابن سينا براعة كبيرة ومقدرة فائقة في علم الجراحة؛ فقد ذكر عدَّة طرق لإيقاف النزيف؛ سواء بالربط، أو إدخال الفتائل، أو بالكي بالنار، أو بدواء كاوٍ، أو بضغط اللحم فوق العرق. كما تحدَّث عن كيفية التعامل مع السِّهام واستخراجها من الجروح، وحذَّر المعالجين من إصابة الشرايين أو الأعصاب عند إخراج السهام من الجروح، كما نبَّه إلى ضرورة أن يكون المعالج على معرفة تامَّة بالتشريح.
وقد تُرجمت كتب ابن سينا في الطب إلى اللاتينية ومعظم لغات العالم، وظلَّت حوالي ستة قرون المرجع العالمي في الطب، واستُخدمت كأساس للتعليم في جامعات فرنسا وإيطاليا جميعًا، وظلَّت تدرس في جامعة مونبلييه حتى أوائل القرن التاسع عشر.
- كتاب القانون في الطب الذي ترجم وطبع عدّة مرات والذي ظل يُدرس في جامعات أوروبا حتى أواخر القرن التاسع عشر
- كتاب الأدوية القلبية
- كتاب دفع المضار الكلية عن الأبدان الإنسانية
- كتاب القولنج
- رسالة في سياسة البدن وفضائل الشراب
- رسالة في تشريح الأعضاء
- رسالة في الفصد
- رسالة في الأغذية والأدوية

#### أراجيز طبية
- أرجوزة في التشريح
- أرجوزة المجربات في الطب

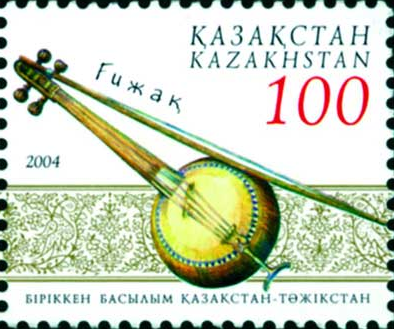
آلة موسيقية يٌنسب اختراعها لـ ابن سينا

- الألفية الطبية المشهورة التي ترجمت وطبعت
- لإبن سينا باع في الشعر العربي وله ديوان منشور

### في الموسيقى
- مقالة جوامع علم الموسيقى
- مقالة في الموسيقى
- ومقالات أخرى

### وفاته

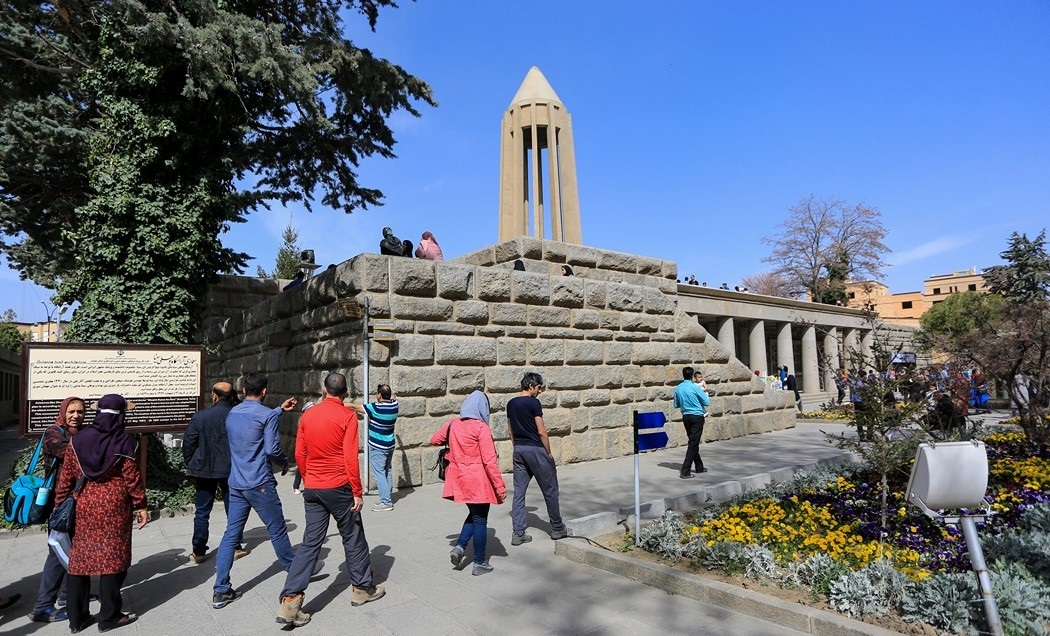
ضريح ابن سينا في همدان، إيران

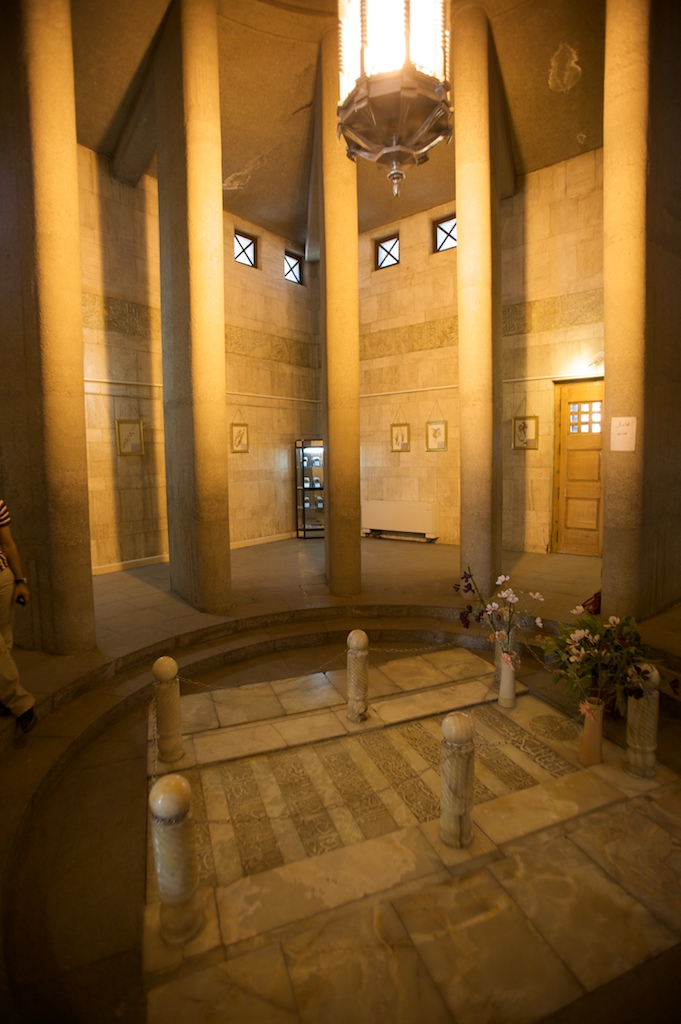
صورة داخلية من الضريح تظهر قبر ابن سينا في همدان، إيران

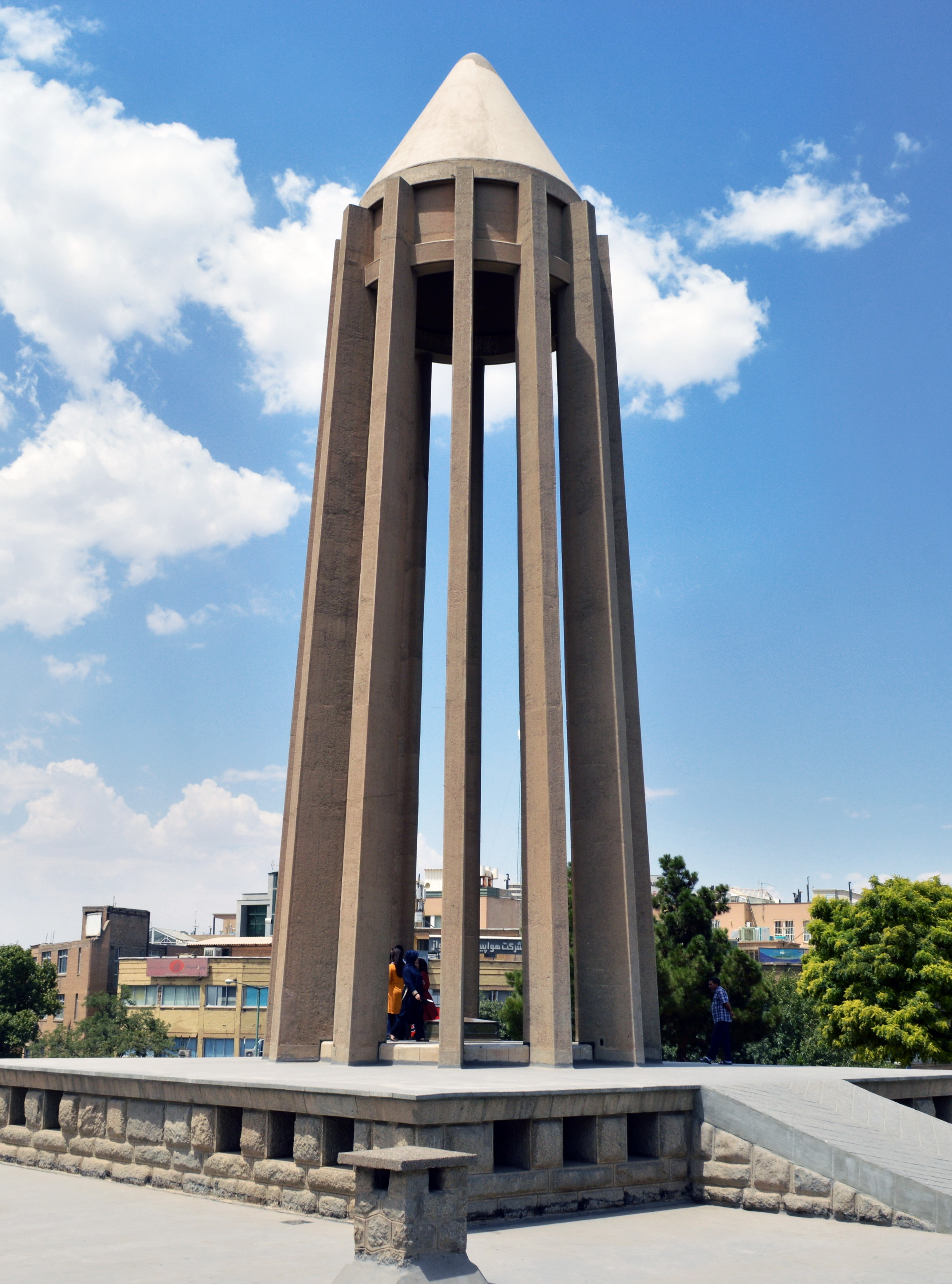
صورة خارجية تظهر قبر ابن سينا في همدان، إيران

(أصاب جسده المرض واعتلّ، حتى قيل إنه كان يمرض أسبوعاً ويشفى أسبوعاً، وأكثر من تناول الأدوية، ولكنّ مرضه اشتدّ، وعلم أنه لا فائدة من العلاج، فأهمل نفسه وقال: «إن المدبر الذي في بدئ عجز عن تدبير بدني، فلا تنفعنّ المعالجة»، واغتسل وتاب، وتصدق بما لديه من مال للفقراء، وأعتق غلمانه طلباً للمغفرة. وبدأ بختم القرآن كل ثلاثة أيام). توفي في يونيو 1037 ميلادية، الموافق لشهر رمضان المبارك، في سن الثامنة والخمسين من عمره، ودفن في همدان إيران.
لما توفي كان يُعد أحد عباقرة الفلسفة في الإسلام، وفي الطب وضع مصاف جالينوس حيث أطلق عليه لقب «جالينوس الإسلام»، وبسبب شهرته الواسعة فقد تسابق للاحتفال بذكره عدة شعوب، والأتراك هم أول من احتفلوا بذكراه، عندما أقاموا عام 1937 مهرجاناً ضخماً بمناسبة مرور تسعمائة سنة على وفاته، ثم حذا حذوهم العرب والفرس حيث أقيم مهرجان للاحتفال به في كل من بغداد عام 1952 وفي طهران 1954، وفي عام 1978 دعت منظمة اليونسكو كل أعضائها للمشاركة في احتفال احياء ذكرى مرور ألف عام على ولادة ابن سينا وذلك اعترافاً بمساهماته في مجالي الطب والفلسفة، وبالفعل فقد استجاب كل أعضاء المنظمة وشاركوا في الاحتفال الذي أقيم عام 1980 في دمشق.
ألف ابن سينا 276 مؤلفا، كلها كتبت باللغة العربية باستثناء بضع مؤلفات صغيرة كتبها بلغته الأم الفارسية. إلا أنه وللأسف فقد فقدت أكثر هذه المؤلفات ولم تصل إلينا. ويوجد حاليا 68 مؤلفا منتشرا بين مكتبات الشرق والغرب.

## في التلفاز والسينما
- مسلسل ابن سينا: هو مسلسل تلفازي إيراني من 11 حلقة يروي سيرة ابن سينا، أُنتج عام 1987 م وقد دُبلج للعربية، ويروي القصة اعتمادًا على المصادر التاريخية وقد حققه جُملة من المؤرخين والباحثين[50].
- مسلسل ابن سينا: مسلسل كويتي عام 1982 م[51].
- مسلسل ابن سينا: مسلسل تركي عام 2023 م يتكون من 10 حلقات.[52]

## طالع أيضًا
- القانون في الطب
- الطب والصيدلة في العصر العباسي
- كتاب لورش للعقاقير
- محمد إبراهيم مصطفى
- الإشارات والتنبيهات
- الرجل المعلق
- اضطراب الأخلاط

## وصلاتٌ خارجية
- ابن سينا على موقع الموسوعة البريطانية (الإنجليزية)
- ابن سينا على موقع إن إن دي بي (الإنجليزية)
- موقع الشيخ الرئيس أبو علي ابن سينا (سلسلة وصلات لكتب ابن سينا مفرغة إلكترونياً)